# Thanatus multipunctatus
Thanatus multipunctatus là một loài nhện trong họ Philodromidae.
Loài này thuộc chi Thanatus. Thanatus multipunctatus được Embrik Strand miêu tả năm 1906.